# Arturo Puga
Arturo Puga Osorio (Santiago, 1879-ibíd., 28 de abril de 1944) fue un militar de artillería y político chileno de la primera mitad del siglo XX.

## Vida
Estudio en la Escuela Militar del Libertador Bernardo O'Higgins. General de Ejército que fue presidente de la Junta que se formó al ser derrocado el presidente Juan Esteban Montero el 4 de junio de 1932 al conformarse la República Socialista de Chile.
Fue nombrado presidente de Chile el 4 de junio de 1932 al establecerse la República Socialista de Chile después del derrocamiento del presidente Juan Esteban Montero, su presidencia duro muy poco hasta el 13 de junio cuando Carlos Dávila lo obligó a dimitir por medio del ejército que el nombró.
El general Puga presidió también la segunda Junta de Gobierno, formada el 13 de junio de ese año.

### Matrimonio e hijos
Se casó con Bertha Martínez con la cual tuvo a sus hijos Bertha, Marta, María Helena y Alberto Puga Martínez. Su hija Bertha se casó con Alberto Lleras Camargo, presidente colombiano y primer secretario general de la OEA.
Falleció en Santiago el 24 de abril de 1944.